# Falkirk (area amministrativa)
Falkirk (an Eaglais Bhreac in gaelico) è una delle 32 aree amministrative della Scozia. Confina con il Lanarkshire Settentrionale, Stirling e il Lothian dell'ovest. Quest'area amministrativa copre parte della contee tradizionali di Stirlingshire e del Lothian occidentale.

## Località

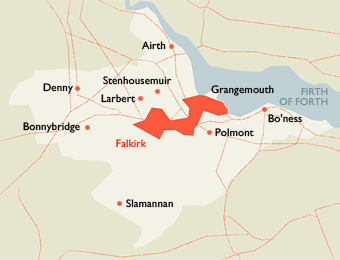
Falkirk

Bo'ness Area Forum
- Blackness
- Bo'ness

Braes Area Forum
- Avonbridge
- Brightons
- California
- Laurieston
- Limerigg
- Maddiston
- Polmont
- Redding
- Reddingmuirhead
- Rumford
- Shieldhill
- Slamannan
- Standburn
- Wallacestone
- Westquarter
- Whitecross

Denny, Bonnybridge & Banknock Area Forum
- Allandale
- Banknock
- Bonnybridge
- Denny
- Dennyloanhead
- Dunipace
- Haggs
- Longcroft

Falkirk Area Forum
- Bainsford
- Camelon
- Falkirk
- Hallglen
- Tamfourhill
- Woodlands

Grangemouth Area Forum
- Grangemouth
- Skinflats

Larbert & Stenhousemuir Area Forum
- Airth
- Carron
- Carronshore
- Dunmore
- Larbert
- Letham
- Stenhousemuir